# Маяк Портленд-Брейкуотер
Маяк Портленд-Брейкуотер (англ. Portland Breakwater Light) также известный как Маяк Баг (англ. Bug Light) — маяк, расположенный на моле на входе в гавань города Портленд, округ Камберленд, штат Мэн, США. Административно принадлежит городу Саут-Портленд. Построен в 1855 году. Автоматизирован в 1934 году.

## История
После обретения США независимости, Портленд стал важным торговым портом, оборот которого с каждым годом увеличивался. Путь в гавань города Портленд обеспечивал Маяк Портленд-Хэд, но его было недостаточно. К тому же, гавани города требовалась защита от штормов. Летом 1836 года Конгресс США выделил 10 000 $ на строительство мола на входе в гавань Портленда. В 1837 году Конгресс США выделил ещё 25 000 $, а в 1838 — ещё 26 366 $. Сооружение мола вышло существенно дороже, чем предполагалось изначально. Потому средства на строительство маяка Конгресс США выделил только в 1853 году в размере 3500$. В 1855 году строительство было завершено. Маяк представлял собой деревянное восьмиугольное здание высотой примерно 7,5 метров, на вершине которого располагались линзы Френеля. Дом смотрителя располагался на берегу. Однако в 1866 году было решено дополнительно укрепить и расширить волнорез, и Конгресс США выделил на эти цели 105 000 $. Дом смотрителя маяка заменили в 1871 году, а маяк был снесен. В 1873 году завершили работы на моле. В 1874 году Конгресс США выделил 6000$ на строительство маяка на моле взамен снесенного. Новый маяк представлял собой цилиндрическую чугунную башню высотой 7,5 метров, украшенную коринфскими колоннами в качестве декоративных элементов, на вершине которой располагалась линза Френеля. В 1897 году был построен маяк Спринг-Пойнт, и дом смотрителя маяка Баг был снесен, так как смотритель маяка Спринг-Пойнт теперь обслуживал оба маяка. Маяк был автоматизирован Береговой охраной США в 1934 году. Но уже в июне 1942 года маяк был выведен из эксплуатации.
В 1973 году он был включен в Национальный реестр исторических мест.
В 2002 году маяк был восстановлен и снова введен в эксплуатацию. В настоящее время находится на территории городского парка.

## Фотографии

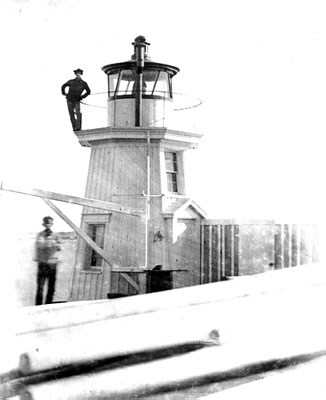
Оригинальный деревянный маяк
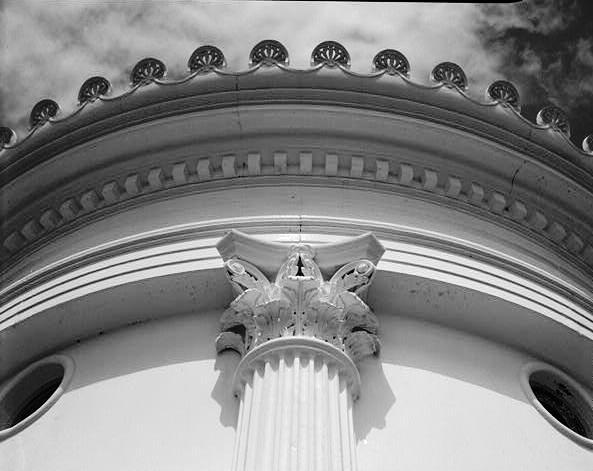
Коринфские колонны